# Rauzan
Rauzan är en kommun i departementet Gironde i regionen Nouvelle-Aquitaine i sydvästra Frankrike. Kommunen ligger i kantonen Pujols som tillhör arrondissementet Libourne. År 2022 hade Rauzan 1 253 invånare.

## Befolkningsutveckling
Antalet invånare i kommunen Rauzan
Referens:INSEE